# WWF North American Heavyweight Championship
Het WWF North American Heavyweight Championship was een professioneel worstelkampioenschap dat geproduceerd werd door World Wrestling Federation (WWF).

## Titel geschiedenis
| Worstelaar       | #                | Datum           | Stad                     | Aantekeningen                                               |
| ---------------- | ---------------- | --------------- | ------------------------ | ----------------------------------------------------------- |
| Ted DiBiase      | 1                | 6 maart 1979    | Allentown (Pennsylvania) | DiBiase werd gehuldigd wanneer hij voor WWF heeft getekend. |
| Pat Patterson    | 1                | 19 juni 1979    | Allentown (Pennsylvania) |                                                             |
| Seiji Sakaguchi  | 1                | 8 november 1979 | Hokkaido, Japan          |                                                             |
| Titel opgeborgen | Titel opgeborgen | 20 maart 1981   |                          |                                                             |